# ダイサギ

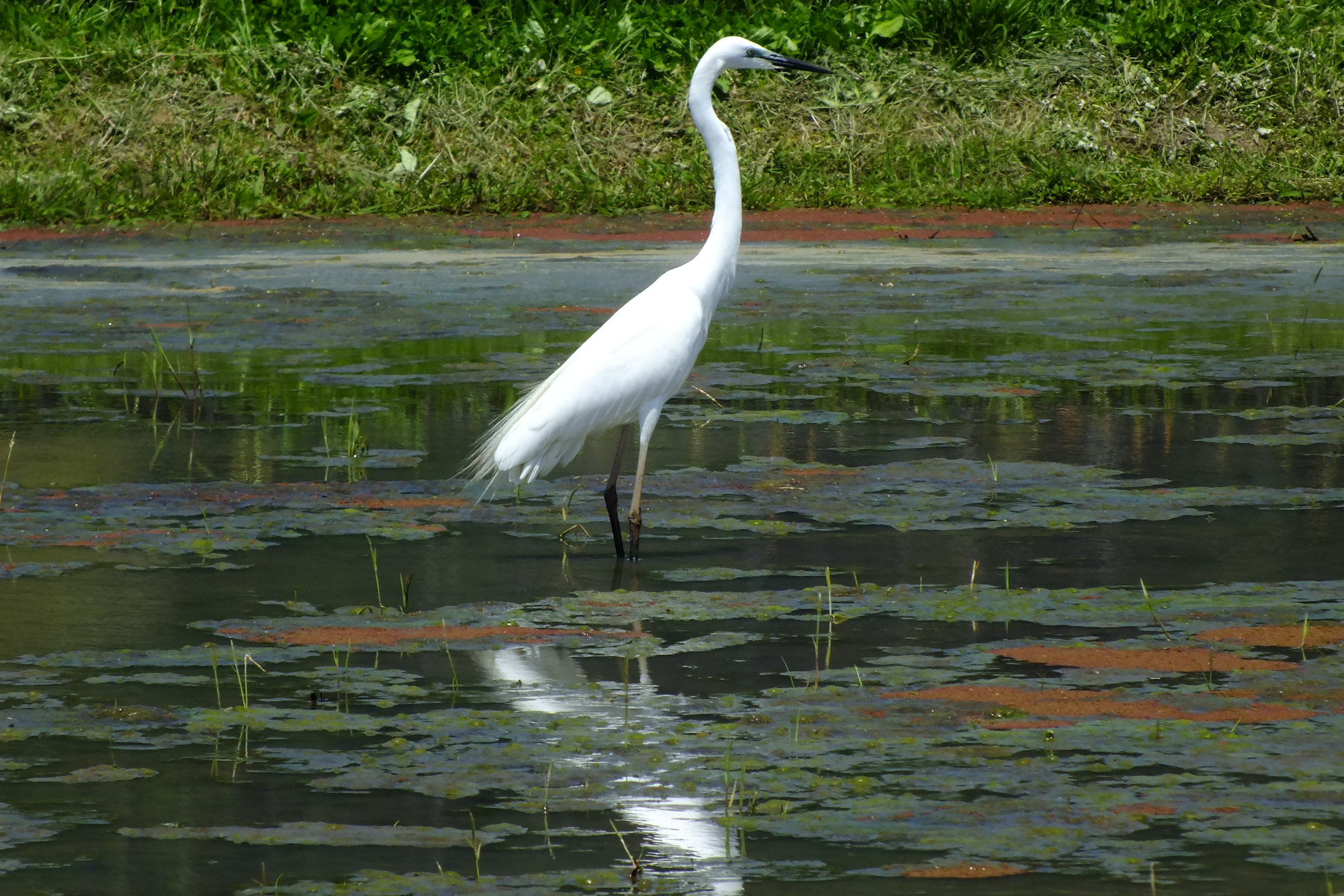
夏羽ではくちばしが黒くなり、足の基部がわずかに黄色がかる。

ダイサギ（大鷺、学名：Ardea alba）は、ペリカン目サギ科に分類される鳥。

## 形態
体長は 90cm ほどで、日本ではアオサギと並ぶ最大級のサギ。全身の羽毛が白色。白鷺の一種。
雌雄同色。全体が白色で、脚と首が非常に長く、くちばしも長い。足は全体が黒い。夏羽ではくちばしが黒くなり、足の基部がわずかに黄色がかる。また胸や背中に長い飾り羽が現れる。眼先が緑がかる婚姻色が現れることもある。冬羽では飾り羽がなく、くちばしが黄色くなる。
チュウサギと似るが、チュウサギは体長が小さい。またダイサギはクチバシが長く、また眼下にある口角の切れ込みが眼より後ろまで食い込むことで容易に判別できる。

## 分布
世界の熱帯・温帯に広く分布するが、温帯のものは冬になると暖かい地方へ移動する。
日本では、亜種チュウダイサギ（学名 E.a. modesta）が夏鳥として（日本で繁殖して冬は南方へ渡る）、亜種オオダイサギ（学名 E.a. alba）が冬鳥として（中国東北部で繁殖して冬に日本へ渡り越冬する）、それぞれ観察されるため、渡り鳥であるものの、ほぼ一年中観察される。

## 日本国内で見られる亜種
オオダイサギ（またはダイサギ） Ardea alba alba (Linnaeus, 1758)
日本国内では冬鳥として見られる。
チュウダイサギ Ardea alba modesta (Gray, 1831)
日本国内では夏鳥として見られ、一部、越冬する。亜種ダイサギより僅かに小さい。

## 生態
水田や川、湖沼などで、魚、両生類、爬虫類、昆虫、更には哺乳類や鳥類（※稀に鳥類の雛を捕食する事もある。）までも捕食する。首をS字型に縮めて立っている姿がよく観察される。
繁殖は、サギ科の種類同士で寄り集まって、集団繁殖地の「サギ山」を作る習性がある。
鳴き声は「ゴァー」、主に繁殖期に鳴く。また、採食のための縄張りに侵入するほかのダイサギを「ガァァァ」または「ガガガ…」と鳴いて追い払う。

## 分類
本種はアオサギ属（Ardea）とコサギ属（Egretta）の両方の特徴を持っているため、書籍によって分類される属が異なっている。最近は、本種を1属1種でダイサギ属（Casmerodius）に分類する書籍もある。

## 写真

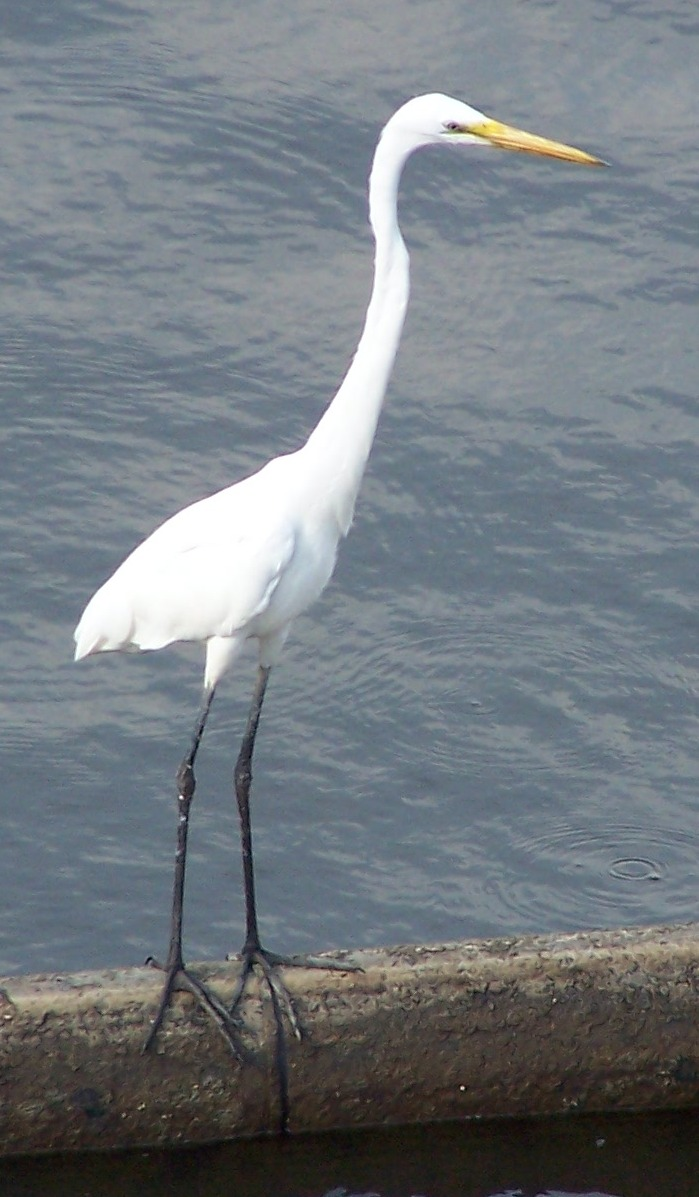
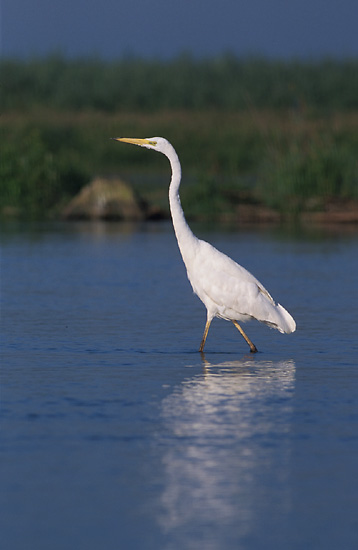
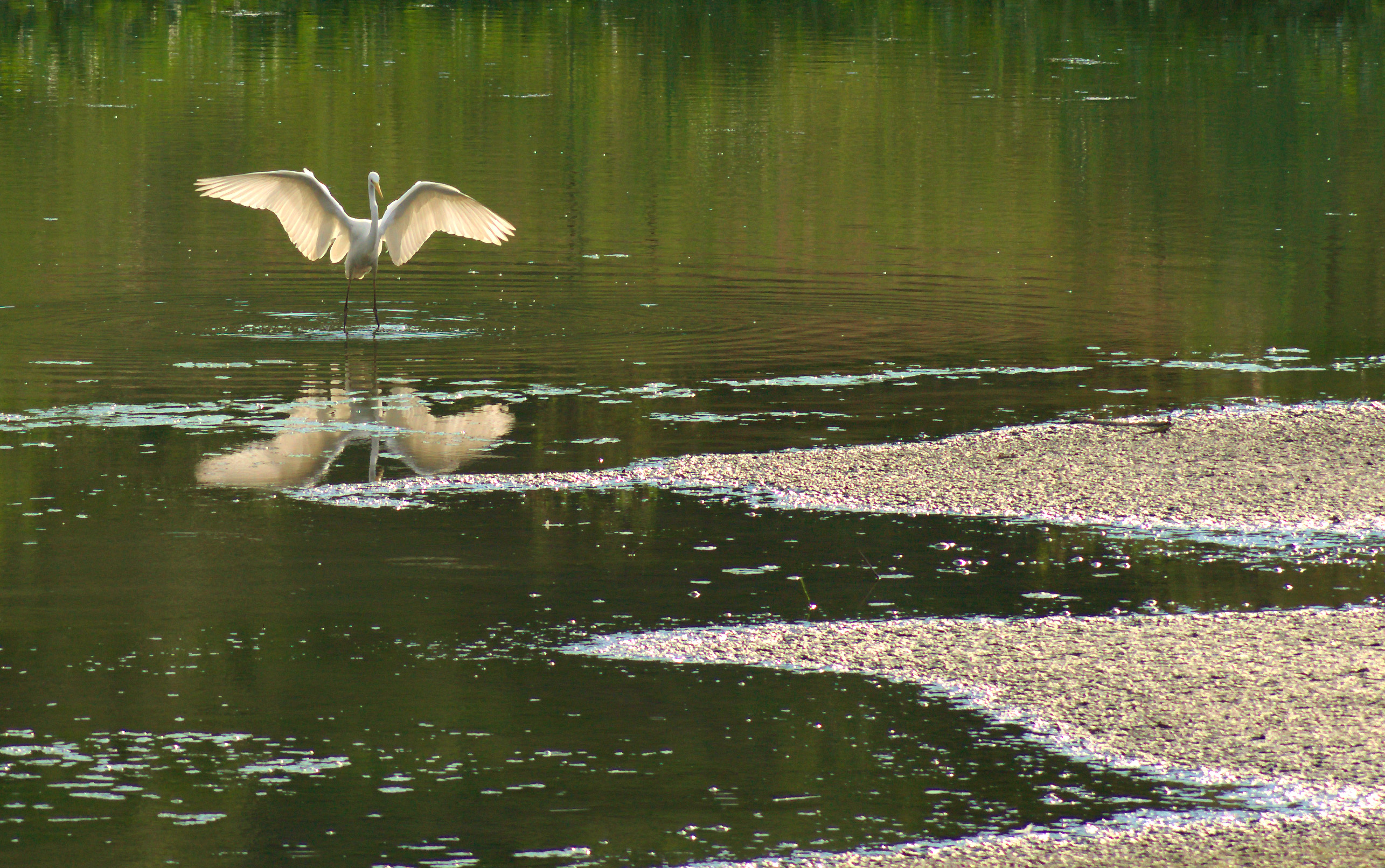
Ardea Alba
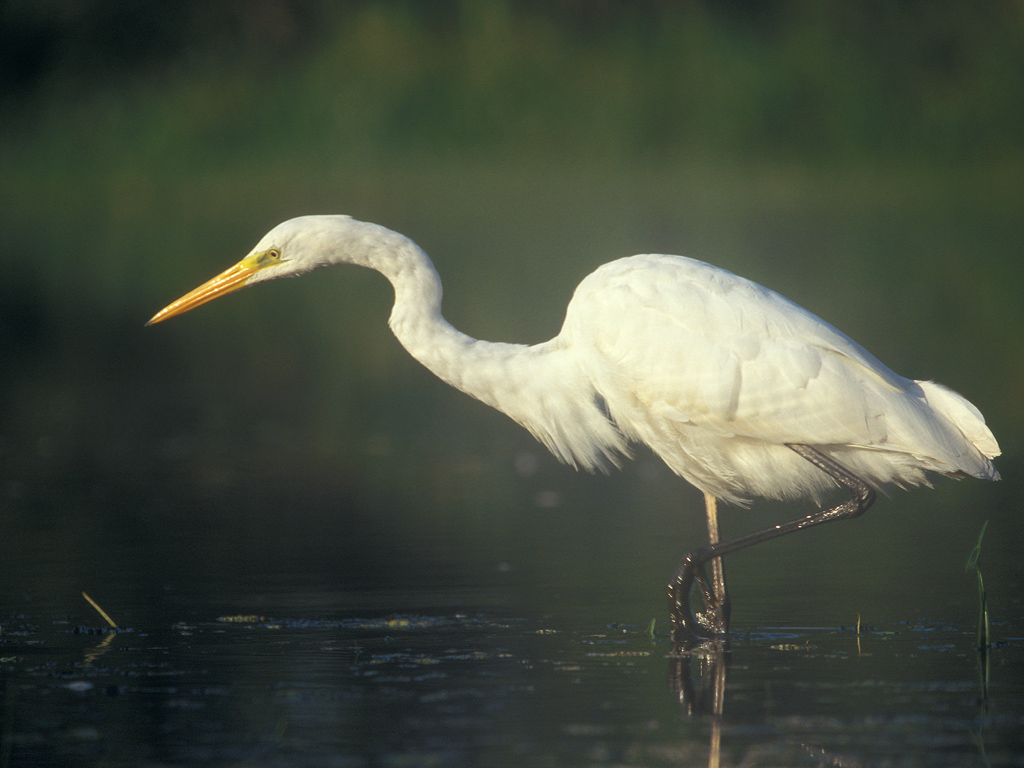
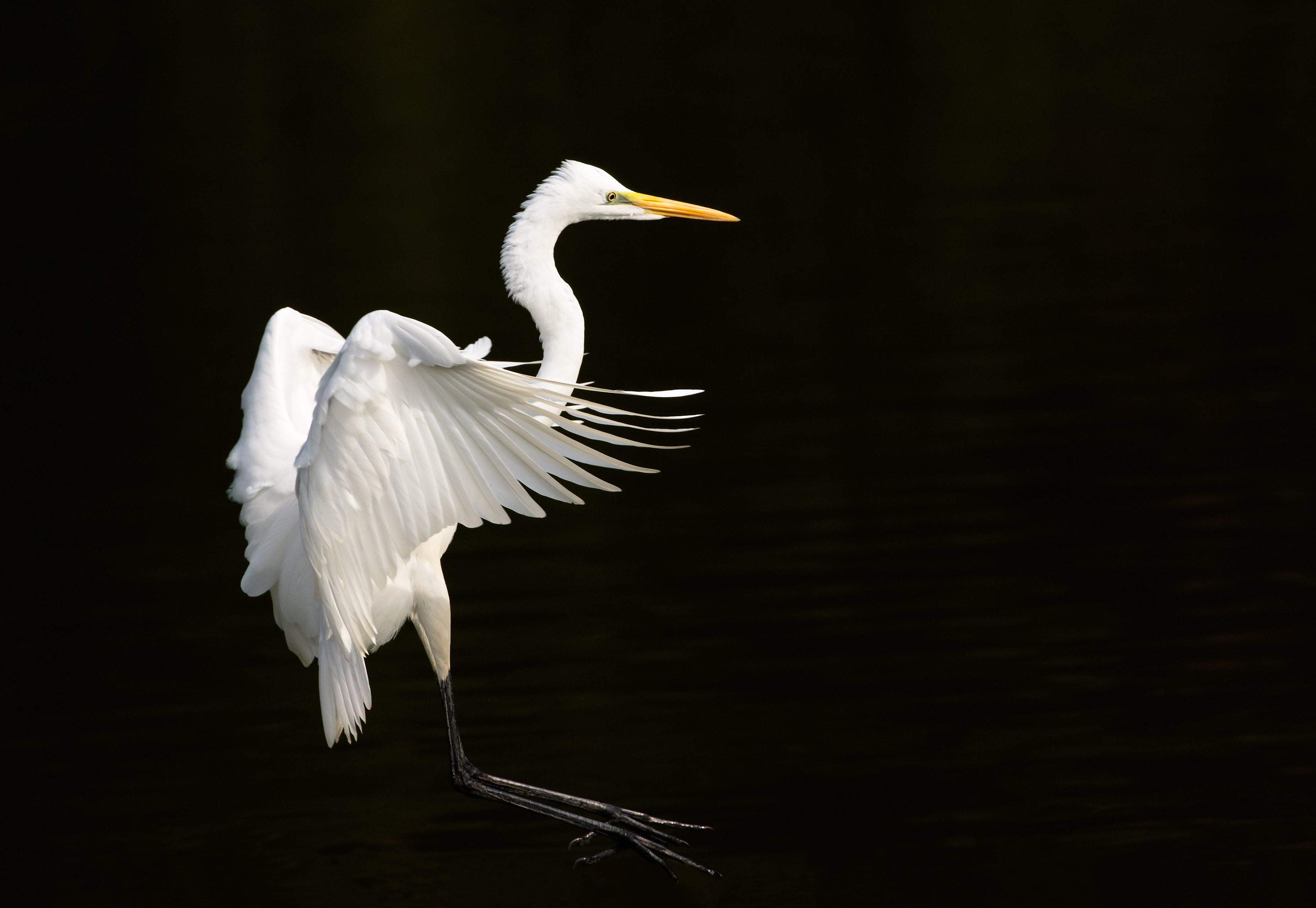
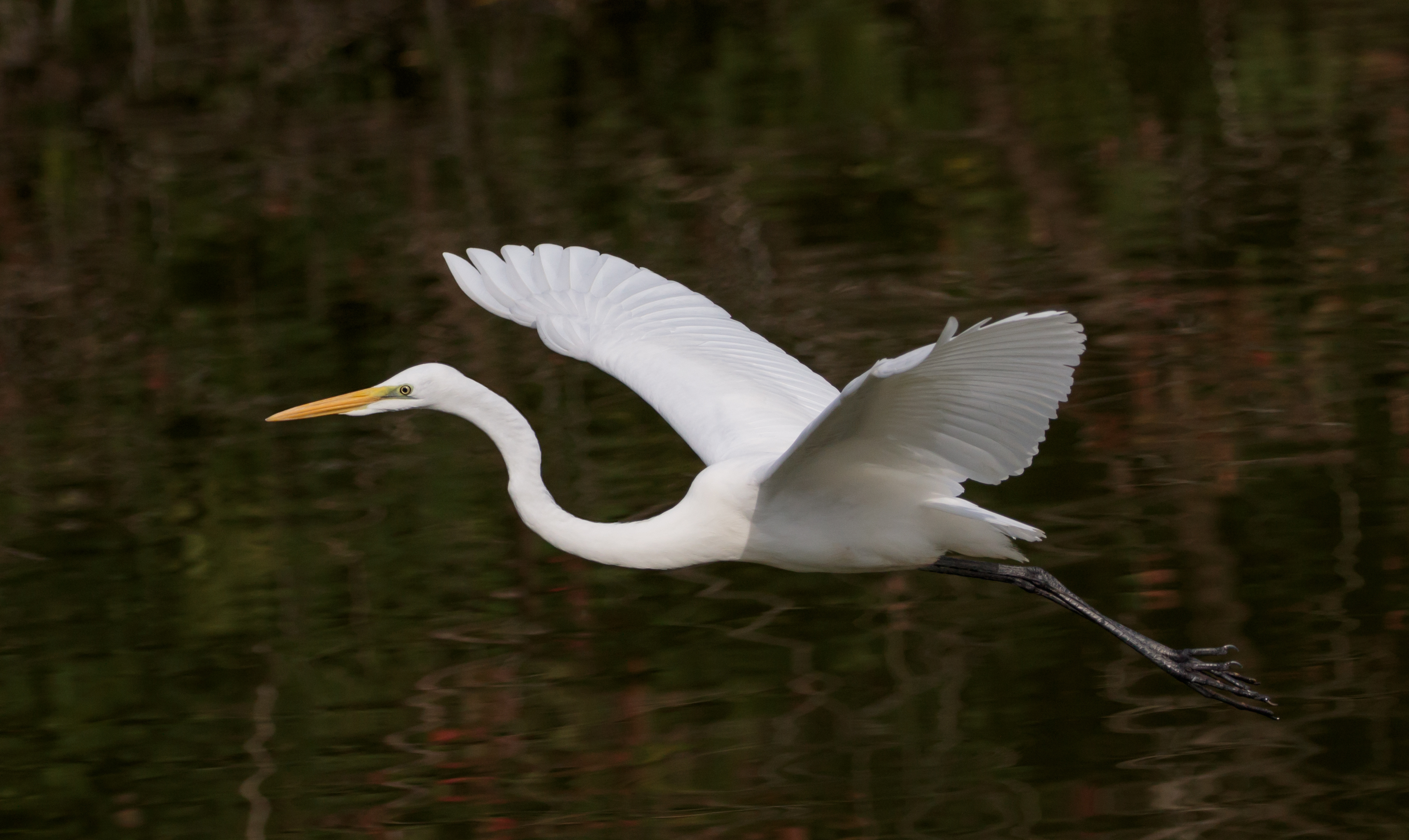

- (動画) 飛んでいるダイサギ、茨城県にて
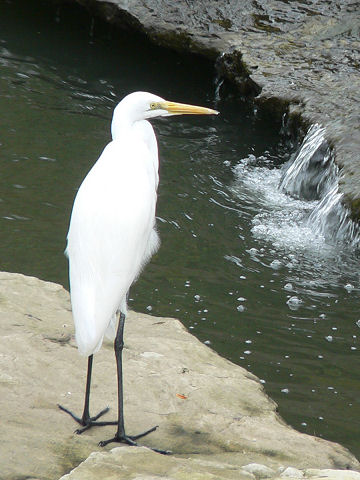
亜種ダイサギ・冬羽
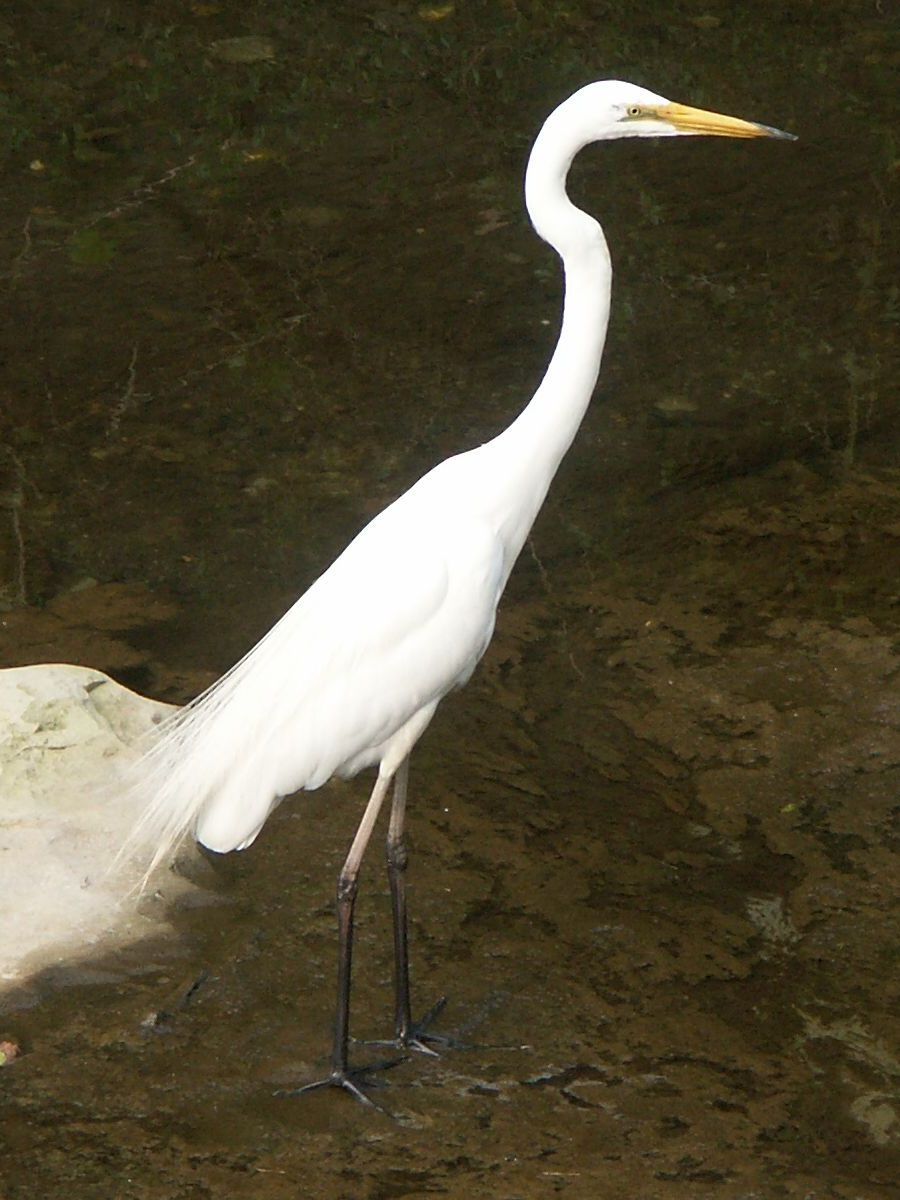
亜種チュウダイサギ・夏羽?（嘴の黒色などが出きっていない）
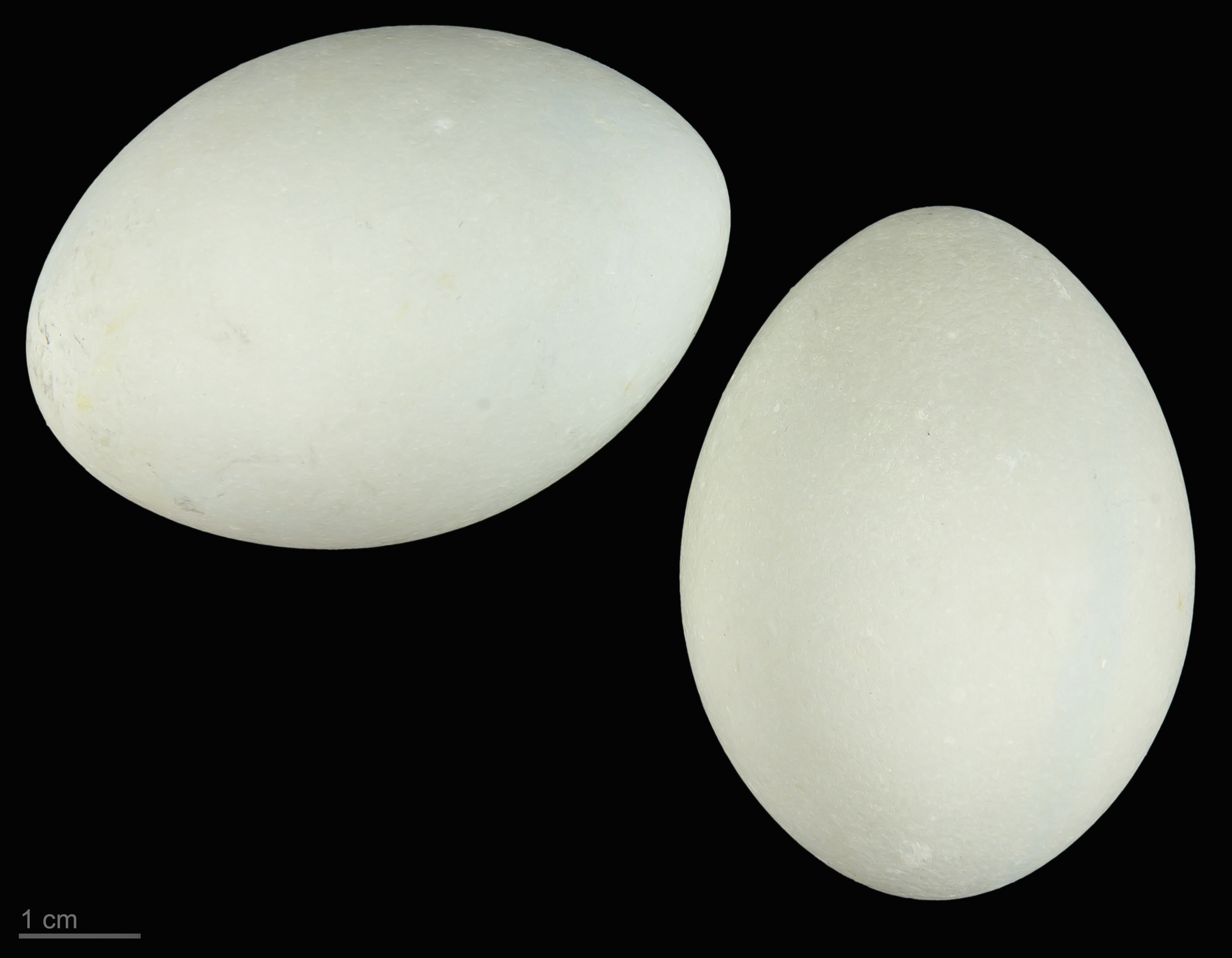
ダイサギの卵の標本